# Calliandra imperialis
Calliandra imperialis är en ärtväxtart som beskrevs av Rupert Charles Barneby. Calliandra imperialis ingår i släktet Calliandra och familjen ärtväxter. Inga underarter finns listade i Catalogue of Life.